# Szitte
A Szitte (oroszul: Сииттэ, Ситте) folyó Oroszország ázsiai részén, Jakutföldön, a Léna bal oldali mellékfolyója. 
Jakut nevének jelentése: сатыы – alacsony, sekély.

## Földrajz
Hossza: kb. 431 (vagy 449) km, vízgyűjtő területe: 8250 km².
A Léna-felföld északi szélén ered és nagyobb részt a Közép-jakut-alföldön folyik észak felé. A torkolattól 1157 km-re ömlik a Lénába. A folyót többségében luc- és vörösfenyő erdők szegélyezik, partjai csaknem lakatlanok. Október második felében befagy és május közepén szabadul fel a jég alól.
Felső folyásának bal oldali mellékfolyója a Bitalah és a Gyuktyuengye (Дюктюэнде), az utóbbi torkolatánál a folyó max. 40 m széles. Lejjebb, a Léna-torkolattól 270 km-re ömlik bele jelentősebb jobb oldali mellékfolyója, a Szittyekimen (Ситтекимен). Alsó folyásán, 129 km-re a torkolattól alacsony, tavasszal gyakran teljesen elöntött sík terület kezdődik.